# Szkoła Sztuk Pięknych dla Kobiet Marii Niedzielskiej

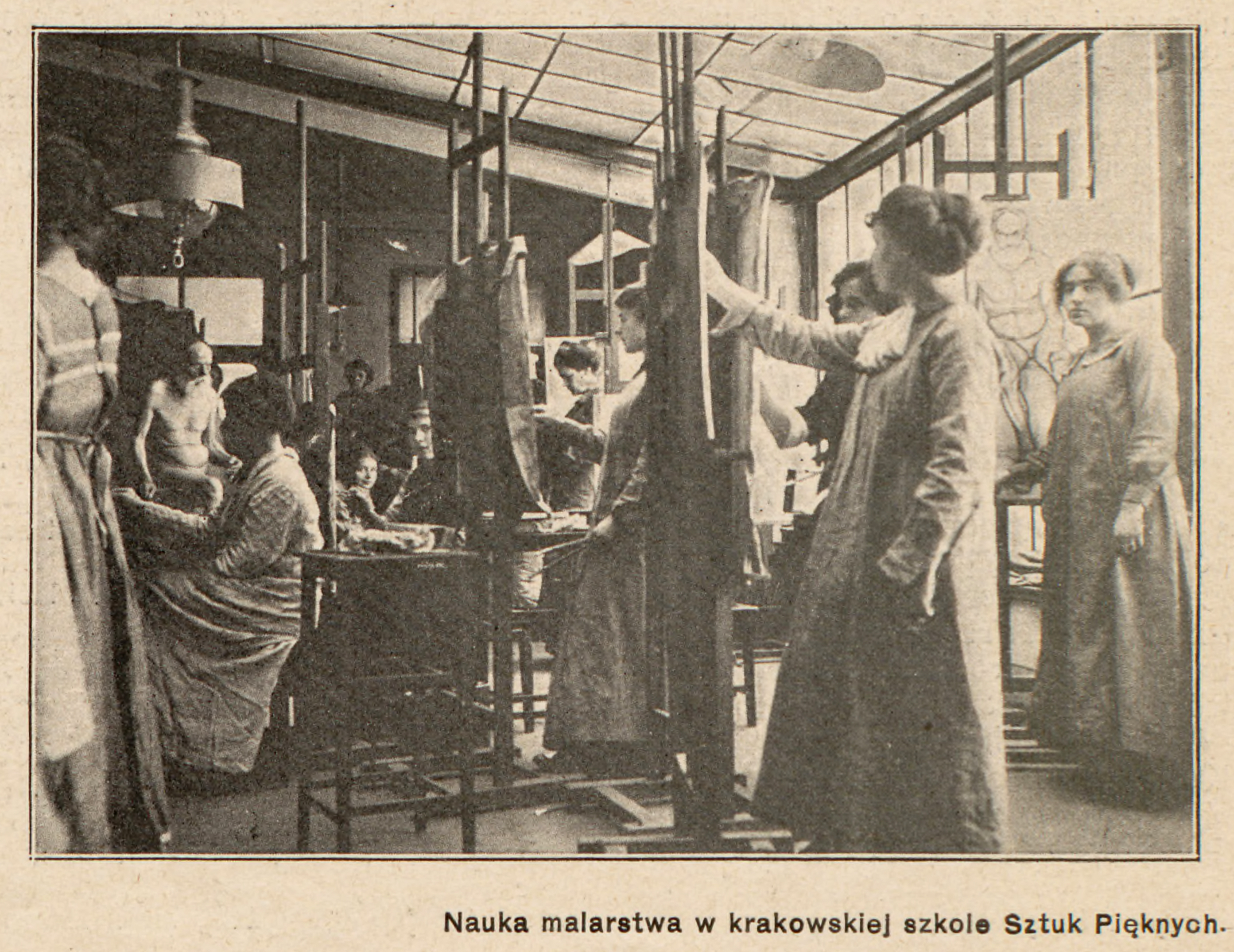
Szkoła Sztuk Pięknych dla Kobiet Marii Niedzielskiej, „Świat” nr 32 z dnia 10 sierpnia 1912, s. 12

Szkoła Sztuk Pięknych dla Kobiet Marii Niedzielskiej – szkoła artystyczna w Krakowie, która istniała od IX 1908 r. do 1947 r.

## Historia
W IX 1908 roku Maria Niedzielska powołała do istnienia Szkołę Sztuk Pięknych dla Kobiet Marii Niedzielskiej (w kamienicy przy ulicy Szpitalnej 17/6). O nowej szkole można było przeczytać w „Świecie”:

Nowa, poważnie pomyślana i na wielkie rozmiary zakrojona uczelnia artystyczna powstaje w Krakowie. [Niedzielska] Szkołę opiera na zasadzie indywidualistycznej, zatem nie oddaje uczennic pod kierunek jednego profesora, lecz każdy z profesorów będzie kolejno przeprowadzał korektę prac (…) Celem szkoły jest nie tylko kształcenie fachowych malarek, lecz i rozwój ogólnoartystyczny uczennic. Najzdolniejsze mogą się poświęcić malarstwu, reszta odniesie korzyść przez wyrabianie smaku i zamiłowania do sztuki.

Niedługo po otwarciu szkoła przeniosła się na ulicę Kolejową 3 (dziś Westerplatte). Pierwsza wystawa odbyła się już w sali przy nowym adresie. Recenzja z wystawy uczennic ukazała się w „Świecie” z dnia 7 sierpnia 1909 r.

Przed rokiem powstał w Krakowie nowy zakład dla kształcenia kobiet w sztukach plastycznych, założony przez znaną artystkę-malarkę, p. Marię Niedzielską. (…) Przypuszczano, że szkoła ulegnie zaraz w pierwszym roku trudnościom, mimo zapału i energii dyrektorki, a pracy znakomitych nauczycieli, albo też, że wbrew programowi będzie musiała poczynić ustępstwa i zamienić się w jeden więcej zakład, krzewiący dyletantyzm i powierzchowność w sztuce.
Urządzona niedawno pierwsza wystawa prac uczennic okazała, że stało się inaczej. Uprzednie zainteresowanie kół artystycznych krakowskich przemieniło się od razu w uznanie zupełnie wyjątkowe, i – jak zaznaczyła prasa krakowska – powszechnie stwierdzono, że Krakowowi przybyła nowa, poważna placówka kulturalna. Wystawa, zwiedzana przez setki osób, wyróżniała się wybitnie od innych podobnych.

W pierwszych latach funkcjonowania szkoła stanowiła konkurencję dla Akademii Sztuk Pięknych w Krakowie, ponieważ do akademii nie przyjmowano kobiet (pierwszą kobietę Zofię Baltarowicz-Dzielińską przyjęto dopiero w 1917, a oficjalnie przyjmowano kobiety od 14 grudnia 1918). Program szkoły Niedzielskiej był prawie taki sam jak w ASP. Franciszek Mączyński w 1911 pisał na łamach „Świata” przy okazji trzeciej wystawy zorganizowanej na koniec roku:

Obecnie, kiedy wstęp do krakowskiej Akademii Sztuk Pięknych jest dla kobiet zamknięty, kiedy wiemy, jak są przeważnie prowadzone szkoły za granicą i kiedy istnieje u nas uczelnia wyłącznie dla kobiet, tak wzorowo i celowo urządzona, sądzę, że myt ten o konieczności wyjazdu za granicę „dla nauki” ustanie wreszcie. Dla nauki kobieta polka ma szkołę Sztuk Pięknych w Krakowie wzorową.

W tym samym roku w „Tygodniku Mód i Powieści” dla kobiet pojawiła się adnotacja według, której nauki na kursach zaczynały się na początku października i kończyły na końcu czerwca. Nauka trwała dwa lata. Na zakończenie uczennice dostawały świadectwo. Przy okazji wystaw na koniec roku uczennice nagradzano medalami i listami pochwalnymi. Mogły uczestniczyć w kursie porannym, na którym rysowano i malowano akt i głowy (w cenie 30 koron) lub na kurs wieczorny, gdzie odbywało się rysowanie i malowanie aktu (w cenie 20 koron). Kurs sztuki dekoracyjnej kosztował 20 koron. Można było również wziąć trzymiesięczny kurs anatomii za 20 koron.
Odbywały się zajęcia z nagim modelem, organizowane były plenery oraz istniał oddział rzeźby, na którym studiowała Ludwika Nitschowa i Olga Niewska. Do szkoły uczęszczały znane później malarki Zofia Lubańska-Stryjeńska (1909-1911) oraz Maja Berezowska (1911-1913), która została wyróżniona w recenzji dotyczącej czwartej wystawy uczennic, także Alicja Halicka, Jadwiga Tetmajer-Naimska, Eugenia Sienkiewicz-Przyałgowska, Wanda Krasnodębska, Stefania Łazarska, Izabella Polakiewicz, Zofia Rudzka. Lekcje przewidywały w ciągu tygodnia sześć godzin pracy w atelier lub w plenerze dziennie, dwie godziny anatomii i historii sztuki, tydzień pejzażu w plenerze w ciągu semestru. Co dwa miesiące urządzano konkurs oraz organizowano doroczną wystawę. Kurs malarstwa i rysunku prowadził Józef Pankiewicz, potem Stanisław Dębicki, Karol Maszkowski i  Włodzimierz Tetmajer. Pejzażu uczył Stanisław Podgórski. Rzeźby Szczepkowski. Ponadto prof. J. Bukowski (od 1914 Wojciech Jastrzębowski) kierował kursami sztuki używanej i dekoracji (czego nie było w ASP). Kursy te obejmowały: kurs mebli, tapet, haftów, intarsji, witrażu, litografii, drzeworytu i. in. Maria Bukowska uczyła haftu, aplikacji i tkactwa. Oprócz wymienionych pracowali tam również: Jacek Malczewski, Wojciech Weiss, Ignacy Pieńkowski, Józef Czajkowski, Leon Wyczółkowski. W 1911 roku Niedzielska wprowadziła również lekcje dla dzieci od 5 lat, które sama prowadziła. Uczyła dziewczynki rysunku, wyklejanek i wycinanek, kompozycji, przykładając wagę do nauki sztuki od najmłodszych lat.
Zwolennikiem i opiekunem szkoły Niedzielskiej był Feliks Jasieński, który pomagał w doborze kadry złożonej z profesorów krakowskiej ASP będących jego przyjaciółmi. A także organizował u siebie w domu konferencje dotyczące sztuki, w których brały udział uczennice kursów Niedzielskiej. W 1913 zawiązało się Towarzystwo Popierania Szkoły Sztuk Pięknych dla Kobiet w Krakowie, które miało za zadanie pomagać finansowo i wspierać rozwój pedagogiczny.
Szkoła działała przez 39 lat, aż do śmierci Marii Niedzielskiej w 1947 roku.
Maria Niedzielska tak mówiła o twórczości kobiet:

Jasnem jest zatem, że tradycja i kultura artystyczna u kobiet jest jeszcze tak słabą i tak niedoskonałą, że dziwić się nie można, iż dorobek współczesny naszych malarek jest dotąd bardzo skromny.
Nie zgodzę się nigdy ze zdaniem, że kobiety w sztuce są mało utalentowane. Jest to twierdzenie stanowczo mylne. Wśród kobiet spotyka się dużo prawdziwych, szczerych, oryginalnych talentów, a w kompozycji malarskiej zdobywają się na dużo dobrych, ciekawych, oryginalnych pomysłów. Słusznem jest jednak pytanie, dlaczego, mimo to, tak mało stosunkowo kobiet dochodzi do celu i na szerszej widowni artystycznej tak niewiele ich się ukazuje? Zapewne, ważną przyczyną jest to, że kobiety wychodzą za mąż. Sztuka podziału nie znosi i pogodzić jej z życiem rodzinnem niepodobna. To prawda, ale i z tych, które rodzin nie posiadają, nieliczne wyjątki do lepszych rezultatów dochodzą.
Trudno przesądzać, czy przyczynę tego stanowi mały stopień twórczości talentów kobiecych, czy zewnętrzne warunki, które wpływają na ich osłabienie. Może w licznych wypadkach talenty marnują się skutkiem niewłaściwego kształcenia i gorączkowego pośpiechu w pracy.
Będąc od lat kilku kierowniczką szkoły malarskiej, spostrzegłam dwa błędy w metodzie kształcenia się naszych malarek. Jednym z najważniejszych jest brak zrozumienia prawdziwie poważnej i mądrej pracy, oddawanie się malarstwu tylko dla zabicia czasu, brak wytrwałości, gonienie za efektami i modą, wreszcie gorączka jak najszybszego wyjazdu za granicę, nie będąc do tego dostatecznie przygotowaną. (…) Obowiązkiem kobiety jest opromienić pięknem życie. (...) Podziału sztuki na czystą i dekoracyjną (stosowaną) nie uznaję. Sztuka jest jedna.